# Кантинеђирели (Верона)
Кантинеђирели је насеље у Италији у округу Верона, региону Венето.
Према процени из 2011. у насељу је живело 12 становника. Насеље се налази на надморској висини од 152 м.